# Macrobiotus granatai
Macrobiotus granatai är en djurart som tillhör fylumet trögkrypare, och som beskrevs av Pardi 1941. Macrobiotus granatai ingår i släktet Macrobiotus och familjen Macrobiotidae. Inga underarter finns listade i Catalogue of Life.